# Abu Dhabi Masters
Das Abu Dhabi Masters ist eine offene internationale Meisterschaft der Vereinigten Arabischen Emirate im Badminton. Das Turnier wurde erstmals im Oktober 2023 ausgetragen und hat den BWF-Status einer BWF Tour Super 100.

## Die Sieger
| Saison | Herreneinzel        | Dameneinzel  | Herrendoppel             | Damendoppel                     | Mixed                            |
| ------ | ------------------- | ------------ | ------------------------ | ------------------------------- | -------------------------------- |
| 2023   | Mads Christophersen | Unnati Hooda | Goh Sze Fei Nur Izzuddin | Tanisha Crasto Ashwini Ponnappa | Mads Vestergaard Christine Busch |
| 2024   | abgesagt            | abgesagt     | abgesagt                 | abgesagt                        | abgesagt                         |
| 2025   |                     |              |                          |                                 |                                  |